# بولو
بولو (با تلفظ ترکی Bolu) شهری است در ترکیه.
این شهر مرکز استان بولی است.
بولی در سال ۲۰۰۰ پ.م. بخشی از امپراتوری هیتی بود.